# Ołeksandr Jakowenko (piłkarz)
Ołeksandr Pawłowycz Jakowenko, ukr. Олександр Павлович Яковенко (ur. 23 czerwca 1987 w Kijowie, Ukraińska SRR) – ukraiński piłkarz występujący na pozycji pomocnika, reprezentant Ukrainy.

## Kariera piłkarska

### Kariera klubowa
Jakowenko jest wychowankiem Łokomotywu Kijów. Potem był graczem Metalistu Charków, a w sezonie 2004/2005 został włączony do jego pierwszej drużyny, grającej w pierwszej lidze. W tamtym sezonie zagrał w niej 7 razy. W 2005 przeszedł do belgijskiego Lierse SK. W pierwszej lidze belgijskiej zadebiutował 20 sierpnia 2005 w przegranym 1:4 meczu z KSK Beveren. 1 października 2005 w zremisowanym 1:1 pojedynku z KAA Gent strzelił pierwszego gola w trakcie gry w lidze belgijskiej.
Latem 2006 roku przeszedł do innego pierwszoligowca, Racingu Genk. Pierwszy ligowy mecz w jego barwach zaliczył 29 października 2006 przeciwko Sint-Truidense VV (2:1). W sezonie 2006/2007 wywalczył z klubem wicemistrzostwo Belgii. W Racingu od czasu debiutu pełnił rolę rezerwowego. Przez półtora roku rozegrał tam 14 ligowych spotkań.
W styczniu 2008 został wypożyczony do Anderlechtu, również grającego w pierwszej lidze. Zadebiutował tam 2 marca 2008 w wygranym 1:0 spotkaniu z Racingiem Genk. W sezonie 2007/2008 wywalczył z klubem wicemistrzostwo Belgii i Puchar Belgii. Po zakończeniu tamtego sezonu został wykupiony przez Anderlecht z Racingu. W sezonie 2008/2009 ponownie wywalczył z Anderlechtem wicemistrzostwo Belgii.
Przed rozpoczęciem sezonu 2009/10 został wypożyczony do K.V.C. Westerlo. Latem 2011 roku wrócił do Anderlechtu. W końcu stycznia 2012 ponownie został wypożyczony, tym razem do Oud-Heverlee Leuven.
W maju 2013 podpisał 3-letni kontrakt z ACF Fiorentina. 31 stycznia 2014 został wypożyczony na pół roku do Málaga CF. 2 lutego 2015 został wypożyczony na pół roku do holenderskiego ADO Den Haag. 28 stycznia 2016 anulował kontrakt z Fiorentiną, a już 2 lutego zasilił skład Dynama Kijów. 30 maja 2016 opuścił kijowski klub.

### Kariera reprezentacyjna
W latach 2006–2008 rozegrał 9 spotkań w reprezentacji Ukrainy U-21. Wcześniej bronił barw juniorskich reprezentacji różnych wiekowych kategorii.
2 czerwca 2010 debiutował w reprezentacji Ukrainy w wygranym 1:0 meczu towarzyskim z Norwegią.

## Sukcesy i odznaczenia

### Sukcesy klubowe
- mistrz Belgii: 2012, 2013
- wicemistrz Belgii: 2007, 2008, 2009
- zdobywca Pucharu Belgii: 2008
- zdobywca Superpucharu Belgii: 2012

## Życie prywatne
Ołeksandr Jakowenko jest synem Pawła Jakowenki, byłego piłkarza oraz trenera.